# George Adamski
George Adamski (17 tháng 4 năm 1891 – 23 tháng 4 năm 1965) là một công dân Mỹ gốc Ba Lan trở nên nổi tiếng trong giới nghiên cứu UFO, và ở một mức độ nào đó trong văn hóa đại chúng, sau khi ông tuyên bố đã chụp ảnh phi thuyền từ các hành tinh khác, gặp gỡ những người Anh em Vũ trụ thuộc chủng loài Bắc Âu, và đã cùng với họ đáp chuyến bay đến Mặt Trăng và các hành tinh khác nữa.
Ông là người đầu tiên và nổi tiếng nhất trong số những kẻ được gọi là người tiếp xúc UFO trong thập niên 1950. Adamski tự gọi mình là "nhà triết học, giáo viên, sinh viên và nhà nghiên cứu đĩa bay", dù hầu hết các nhà điều tra đã đưa ra kết luận rằng những tuyên bố của ông chỉ là một trò lừa đảo tinh vi, và ngay cả bản thân Adamski còn là một tay bịp điệu nghệ.
Adamski là tác giả của ba cuốn sách mô tả các cuộc gặp gỡ của mình với người ngoài hành tinh Bắc Âu và chuyến du hành của mình trên tàu vũ trụ của họ: Flying Saucers Have Landed (Đĩa bay hạ cánh, viết chung với Desmond Leslie) vào năm 1953, Inside the Space Ships (Bên trong Tàu vũ trụ) vào năm 1955, và Flying Saucers Farewell (Tạm biệt đĩa bay) vào năm 1961. Hai quyển đầu tiên đều xếp vào loại sách bán chạy nhất; tính đến năm 1960 đã bán được tổng cộng 200.000 bản. Nhìn chung, ông được coi là người tiếp xúc UFO thành công về mặt thương mại sớm nhất. Ngôi sao của Adamski dần dần nhạt nhòa khi ông về già, nhưng ông còn tự xuất bản những cuốn sách khác và là nhân vật hiện diện rất lâu tại các cuộc gặp của những "tín đồ" đĩa bay.

## Đầu đời
Adamski chào đời tại Bromberg trong Đế quốc Đức. Ông là một trong năm người con có cha mẹ là dân gốc Ba Lan, Jozef Adamski (1867-1937) và Franciszka Adamski (1862-1946).
Khi ông lên hai tuổi, gia đình ông di cư sang Hoa Kỳ và định cư tại thành phố New York. Từ năm 1913–1916, bắt đầu ở độ tuổi 22, ông là một người lính trong Trung đoàn 13 Kỵ binh Mỹ (Phân đội K) tham chiến tại vùng biên giới México trong Cuộc viễn chinh Pancho Villa.
Năm 1917, ông kết hôn với Mary Shimbersky. Bà qua đời năm 1954 mà không có con cái. Sau cuộc hôn nhân này, Adamski dọn sang miền Tây nước Mỹ, làm thợ bảo trì ở Vườn Quốc gia Yellowstone vào làm trong một nhà máy xay bột mỳ Oregon và một nhà máy bê tông California. Đến tận năm 1930 "Adamski chỉ là một hình tượng nhỏ bé trong khung cảnh huyền bí ở California", truyền dạy sự pha trộn cá nhân của ông về Kitô giáo và các tôn giáo phương Đông, mà ông gọi là "Cơ Đốc giáo Cấp tiến Toàn cầu" và "Luật Toàn cầu".
Vào đầu thập niên 1930, khi sống ở bờ biển Laguna, Adamski đã sáng lập "Hội Hoàng gia Tây Tạng", tổ chức các cuộc họp bên trong "Đền thờ Triết lý Khoa học". Adamski từng đóng vai trò là một "triết gia" và là giáo viên tại đền thờ. Tổ chức "Hội Hoàng gia Tây Tạng" đã được chính phủ cấp giấy phép làm rượu cho "mục đích tôn giáo" dưới thời kỳ Cấm rượu; Adamski được trích dẫn khi nói rằng "Tôi làm đủ rượu cho toàn miền Nam California... Tôi đã kiếm được cả một gia sản!" Tuy vậy, sự chấm dứt thời kỳ Cấm rượu cũng đánh dấu sự suy giảm của doanh nghiệp sản xuất rượu vang nhiều lợi nhuận của ông, và Adamski về sau từng kể lại cho hai người bạn khi ông "bước chân vào trong cái đĩa [bay] khốn kiếp này."
Năm 1940 Adamski, vợ ông, và một số người bạn thân đã chuyển đến một trang trại nằm gần núi Palomar ở California, nơi họ dành thời gian để nghiên cứu tôn giáo, triết học và canh tác. Năm 1944, với nguồn tài trợ từ Alice K. Wells, học trò của Adamski, họ đã mua 20 mẫu (8,1 ha) đất tại chân núi Palomar, dọc theo quốc lộ S6, nơi họ xây dựng một ngôi nhà mới, một khu cắm trại được gọi là Palomar Gardens, và một nhà hàng nhỏ với cái tên Palomar Gardens Cafe.
Chính tại khu cắm trại và nhà hàng này, Adamski "thường xuyên thuyết giảng về triết học và tôn giáo phương Đông, đôi khi muộn mằn vào ban đêm" cho sinh viên, người hâm mộ và khách du lịch. Ông cũng xây dựng một đài quan sát bằng gỗ tại khu cắm trại để đặt kính thiên văn 6 inch của mình, và rồi du khách và khách du lịch đến tham quan núi Palomar thường có cảm tưởng không mấy chính xác rằng Adamski là một nhà thiên văn học có mối liên hệ với Đài thiên văn Palomar nổi tiếng trên đỉnh núi này. Adamski sẽ sửa lại ấn tượng sai lầm này "chỉ khi bị ép buộc làm như vậy." Dù những kẻ hâm mộ và môn đệ thường gọi ông là "Giáo sư" Adamski, ông không có bằng đại học hoặc viện đại học từ bất kỳ trường đại học nào được công nhận, mà thực ra chỉ có bằng tiểu học thôi.

## Nghiên cứu UFO
George Adamski nói rằng ông luôn muốn tìm hiểu và nói chuyện với người ngoài hành tinh. Trong linh cảm của ông, cảm thấy chắc chắn có một ngày nào đó, ông sẽ gặp sinh mệnh ngoài Trái Đất và trở thành bạn thân của họ. Ông còn thành lập một tổ chức vận động cứu thế dùng triết học vũ trụ làm cơ sở, thu được rất nhiều nghiên cứu về vũ trụ và UFO.
Ngày 9 tháng 10 năm 1946, trong một trận mưa sao băng, Adamski và một số người bạn khẳng định rằng lúc ở khu cắm trại Palomar Gardens, họ đã nhìn thấy một con "tàu mẹ"có hình điếu xì gà lớn. Mặc dù trước đây, Adamski cũng đã nhìn thấy báo cáo của UFO, nhưng tận mắt chứng kiến thì vẫn còn là điều rất khó. Đầu năm 1947, ông chụp một bức ảnh "con tàu mẹ" có hình dạng điếu xì gà năm 1946 bay vọt qua trước Mặt Trăng ngay trên Palomar Gardens. Vào mùa hè năm 1947, sau những lần nhìn thấy UFO được công bố rộng rãi đầu tiên ở Mỹ, Adamski tuyên bố rằng ông đã thấy 184 UFO bay ngang qua Palomar Gardens vào một đêm nọ.
Năm 1949 Adamski bắt đầu diễn thuyết bài giảng UFO đầu tiên của mình cho các nhóm dân sự và các tổ chức khác ở miền Nam California; ông yêu cầu, và nhận được, lệ phí cho các bài giảng. Trong những bài giảng này, ông đã đưa ra những tuyên bố "kỳ quái", chẳng hạn như "chính phủ và các nhà khoa học đã xác nhận sự tồn tại của UFO hai năm trước đó, thông qua màn hình theo dõi radar của tàu vũ trụ dài 700 foot ở phía bên kia Mặt Trăng." Qua những bài thuyết giảng này Adamski tiếp tục tuyên bố rằng "khoa học hiện nay biết rằng tất cả các hành tinh [trong hệ Mặt Trời của Trái Đất] đều có người ở" và "ảnh chụp Sao Hỏa lấy từ đài quan sát Núi Palomar đã chứng minh rằng các kênh đào trên Sao Hỏa là nhân tạo, được xây dựng bơi một trí thông minh lớn hơn bất cứ người nào trên Trái Đất này."
Tuy nhiên, như một nhà sử học UFO đã lưu ý, "ngay cả những điều khẳng định vào đầu thập niên 1950 [của Adamski] về điều kiện bề mặt, và khả năng sinh sống, Sao Kim, Sao Hỏa và các hành tinh khác của hệ Mặt Trời đã tan biến khi đối mặt với bằng chứng khoa học khổng lồ...các nhà nghiên cứu UFO "chính thống" gần như đều đồng tình bày tỏ thái độ thù địch với Adamski, không chỉ về những câu chuyện UFO và thứ tương tự của ông ta đều là giả dối, mà những người tiếp xúc UFO đã biến các nhà điều tra UFO nghiêm túc trông lố bịch."
Vào ngày 29 tháng 5 năm 1950, Adamski đã chụp một bức ảnh về những gì mà ông cho là sáu vật thể bay không xác định trên bầu trời, dường như đang bay theo đội hình. Bức ảnh UFO tương tự này được mô tả trong một con tem kỷ niệm tháng 8 năm 1978 do quốc đảo Grenada phát hành để đánh dấu "Năm UFO."

### Gặp gỡ người ngoài hành tinh
Vào ngày 20 tháng 11 năm 1952, Adamski và những người bạn thân của mình đang đi dã ngoại ở sa mạc Colorado gần thị trấn Desert Center, California, họ bỗng dưng nhìn thấy một vật thể hình chiếc tàu ngầm lớn lơ lửng trên bầu trời. Tin rằng con tàu đang tìm kiếm mình, Adamski được cho là đã rời bỏ nhóm bạn bè và đi ra khỏi con đường chính. Ông vội chạy đi tìm máy ảnh chụp liên tiếp 10 tấm ảnh. Ngay sau đó, theo lời kể của Adamski, một con tàu trinh sát được làm từ một loại kim loại trong suốt đáp xuống gần chỗ ông, và viên phi công người Sao Kim tên là Orthon, bước ra ngoài và vẫy gọi ông. Adamski đã xác nhận với mọi người là họ cùng với ông cũng thấy chiếc tàu của người Sao Kim, và một số người trong nhóm sau đó tuyên bố họ có thể thấy Adamski gặp một người nào đó trong sa mạc, bất chấp từ một khoảng cách đáng kể.

Bức ảnh của Adamski về một chiếc UFO khả nghi, được chụp vào ngày 13 tháng 12 năm 1952. Tuy nhiên, nhà khoa học người Đức Walther Johannes Riedel cho biết bức ảnh này bị làm giả bằng cách sử dụng đèn phẫu thuật và thanh chống hạ cánh là bóng đèn mà thôi.

Adamski kể lại câu chuyện đó như sau: "Người này có mái tóc dài chấm vai, dung mạo rất đẹp. Anh ta có khí chất thông minh và thân thiện. Lúc này, tôi mới ý thức được rằng cái mà tôi đã nhìn thấy là một người đến từ hành tinh bên ngoài Trái Đất". Orthon được mô tả là một thực thể dạng người có chiều cao trung bình với mái tóc vàng dài và làn da rám nắng đeo đôi giày màu nâu đỏ. Anh ta mặc bộ áo liền quần, chiếc quần rộng thùng thình, trên thắt lưng được thắt một chiếc dây da rất rộng; khoảng 28 tuổi, xem ra thể trọng rơi vào khoảng 60 kg, cao khoảng 1,6m. Adamski cho biết giọng nói của Orthon cao vút, rất giống với tiếng Trung Quốc, nhưng về căn bản thì không được rõ lắm, hai người liên lạc với nhau bằng bằng thần giao cách cảm và ngôn ngữ ra dấu bằng tay. Trong cuộc trò chuyện, Orthon đã cảnh báo về hiểm họa của chiến tranh hạt nhân, và Adamski sau đó đã viết rằng "sự hiện diện của cư dân Sao Kim này giống như cái ôm ấm áp của tình thương tuyệt vời và trí tuệ thông thái."
Sau đó, anh ta đã vẫy tay gọi Adamski, dường như là muốn ông đi phía sau anh ta. Họ cùng nhau đi tới một nơi cách xa mặt đất và yên tĩnh, đến bên cạnh đĩa bay được chế tạo bằng kim loại thì dừng lại. Adamski liền hỏi anh ta nguyên lý bay của đĩa bay, anh ta nói là lợi dụng lực hấp dẫn của từ trường và tính chất của lực tương tác để đĩa bay tiến về phía trước. Những chiếc đĩa bay loại nhỏ này đều là thuyền mẹ ở trên các vì sao đưa tới, bởi vì dù là đĩa bay nào đi nữa cũng không thể trực tiếp từ Sao Kim đi đến Trái Đất được, cũng như hành tinh khác trong hệ Mặt Trời. Anh ta còn nói: "Người Sao Kim đều sống theo quy luật của tạo vật vũ trụ. Họ chung sống hòa bình với nhau, không có chiến tranh, sống cuộc sống hòa hợp. Không giống như một số ngươi trên Trái Đất, vì bản thân mà không từ thủ đoạn làm hại người khác".
Adamski kể lại là Orthon đã từ chối cho phép chụp ảnh chính mình, và thay vào đó, đã yêu cầu Adamski cung cấp cho anh ta một tấm kẽm ảnh trống không, mà Adamski đã đưa cho Orthon. George Hunt Williamson (một người liên lạc UFO và đồng liêu của Adamski) cũng tuyên bố rằng sau khi Orthon rời đi, ông đã có thể lấy thạch cao làm mô hình của dấu chân Orthon để lại. Các dấu giày này chứa những biểu tượng bí ẩn, mà Adamski nói đó là một thông điệp từ Orthon. Còn Alice sau khi dùng kính viễn vọng để nhìn hình dáng của người ngoài hành tinh cũng đã vẽ mô tả lại. Orthon được cho là đã trả lại tấm ảnh cho Adamski vào ngày 13 tháng 12 năm 1952; khi đem rửa phim chụp mới phát hiện có chứa các ký hiệu mới lạ. Trong cuộc gặp mặt này, Adamski được cho là đã chụp một bức ảnh nổi tiếng về con tàu trinh sát Sao Kim của Orthon bằng ống kính dài 6 inch 6 inch (150 mm). Dựa trên lời kể của Adamski thì Orthon là nam nhưng theo một tác giả khác là Ben Miller lại nhầm lẫn Orthon là một cô gái tóc vàng đầy sức quyến rũ.
Nhà quay phim lập dị người Anh gốc Ireland Desmond Leslie từng có mối quan hệ thư từ với Adamski. Vào giữa những năm 1950 Leslie đã tạo ra bộ phim UFO có kinh phí thấp, mang tên Them And The Thing tại nhà ông ở Lâu đài Leslie. Chiếc đĩa bay trong phim được tạo ra bằng cách chiếu các tấm gương lên chiếc khiên Tây Ban Nha thời Phục hưng bị treo trên một dây câu. Bộ phim được phát hiện lại vào năm 2010. Khi cần tiền và muốn tạo ra một cuốn sách bán chạy nhất, Leslie đã viết một bản thảo về cuộc viếng thăm Trái Đất của người ngoài hành tinh. Bắt nguồn từ việc Leslie tình cờ tìm thấy bản sao của cuốn sách xuất bản năm 1896 với tựa đề The Story of Atlantis and the Lost Lemuria của William Scott-Elliot trong thư viện của một người bạn. Adamski liền gửi cho Leslie một tài liệu viết về mối liên hệ được cho là của ông với Orthon, và các tấm ảnh. Leslie đã kết hợp hai tác phẩm này vào cuốn sách đồng tác giả năm 1953 có tựa đề Flying Saucers Have Landed. Cuốn sách này lập tức trở thành cuốn sách bán chạy, hơn nữa còn được dịch thành 18 thứ tiếng khác nhau. Năm sau Leslie đến thăm Adamski ở California, và tuyên bố chứng kiến một số UFO với ông. Leslie mô tả một trong số chúng trong lá thư gửi cho vợ trong khi đang ở San Diego: "... một con tàu màu vàng xinh đẹp trong ánh hoàng hôn, nhưng sáng hơn hoàng hôn ... Nó dần mờ đi như ý muốn."
Flying Saucers Have Landed từng gây xôn xao khi đưa ra lời tuyên bố người ngoài hành tinh Bắc Âu đến từ Sao Kim và các hành tinh khác trong hệ Mặt Trời của Trái Đất thường xuyên viếng thăm Trái Đất. Theo cuốn sách cho biết, Orthon và những người ngoài hành tinh khác lo lắng rằng các cuộc thử nghiệm bom hạt nhân trong bầu khí quyển của Trái Đất sẽ giết chết tất cả sự sống trên Trái Đất, lan truyền bức xạ vào không gian, và làm ô nhiễm các hành tinh khác. Adamski tuyên bố rằng người ngoài hành tinh Bắc Âu tôn thờ một "Đấng Tạo hóa của Vạn vật", nhưng "Người Trái Đất chúng ta biết rất ít về Đấng Tạo hóa này...sự hiểu biết của chúng ta còn nông cạn."

### Các chuyến đi tiếp theo
Ngày 18 tháng 2 năm 1953, George Adamski có một sự xung động kỳ lạ, ông đã chuyển đến ở một khách sạn tại vùng ngoại ô Los Angeles. Khi màn đêm buông xuống tĩnh lặng, trong phòng khách của khách sạn bỗng xuất hiện hai người đàn ông. Họ đưa cho Adamski một bức điện. Trang phục của hai người này mặc dù không có gì khác lạ so với người thường, nhưng qua cách bắt tay đặc biệt của họ, Adamski đã biết hai người này là người ngoài hành tinh. Ông và hai người đó cùng rời khỏi khách sạn, ngồi xe mất 2 giờ đồng hồ, đi tới sa mạc nơi có chiếc đĩa bay. Hai người này là người Sao Hỏa và người Sao Thổ. Bên cạnh chiếc đĩa bay, người Sao Kim đang đứng chờ ông. Adamski là người mà họ lựa chọn, người Sao Kim được gọi là Ousen, người Sao Thổ là Facon, người Sao Hỏa là Lemieux.
Lần này, Adamski đã nhận được lời mời của họ, ngồi lên đĩa bay làm một cuộc du hành trên vũ trụ. Vừa vào bên trong, ông thấy ở giữa đĩa bay có một cục nam châm có đường kính khoảng 60mm, nhìn xuyên thẳng xuống đáy, đĩa bay chính là dựa vào đồ vật này mà di chuyển. Trên tường có một cửa dọc, dưới mặt đất có một tấm kính khổng lồ, cho nên dù có bay cao hàng ngàn mét, từ dưới đất nhìn lên vẫn có thể có được cảm giác cách mặt đất rất gần. Chiếc đĩa bay mà họ ngồi đang tăng tốc bay lên cao, tới điểm 10.200m mới dừng lại, tiếp theo được chiếc phi thuyền UFO dài 600m hút vào bên trong. Từ trong đĩa bay bước ra lên chiếc tàu mẹ, họ được đưa tới một phòng nghỉ vô cùng tráng lệ. Ở đây, có hai cô gái xinh đẹp được gọi tới nghênh tiếp họ. Hai người này mặc trang phục từ cổ dài tới chân, giống như hình đồng hồ quả lắc, ở phần eo dùng thắt lưng có lạm đá quý. Adamski được họ đơi tới một chiếc ghế và ngồi xuống, đồng thời còn được tiếp đãi một ly dịch thể đặt trong chiếc ly thủy tinh.
Trên tường treo một bức tranh, là tượng một vị thần ở vào độ tuổi khoảng 20. Vị thần này có một nét đẹp không gì có thể sánh được, mặc dù không phân biệt được giới tính, nhưng đó là một người nhân từ phúc hậu, hơn nữa lại rất thông minh. Họ nói đó chính là vị thần tượng trưng cho "cuộc sống vô hạn". Họ còn thuyết minh về sự hiện đại của phi thuyền. Chiếc thuyền mẹ khổng lồ thường bay bên ngoài tầng khí quyển của Trái Đất. Adamski cũng được đưa đến đó để tham quan, từ cửa sổ có thể hướng ra không gian bên ngoài vũ trụ. Ông nhớ lại: "Bên ngoài cửa sổ có rất nhiều hạt phát sáng, giống như là đom đóm nhảy múa". Người chỉ huy trong phi thuyền đã cho ông biết, họ vì muốn tránh cho Trái Đất xảy ra nguy hiểm nên mới mời ông tới con thuyền không gian này. Ngoài ra, người lãnh đạo còn thông qua thần giao cách cảm để truyền đạt lịch sử phát triển của Trái Đất 7.800 năm qua cho Adamski biết. Sau đó, ông lại lên phi thuyền trở về Trái Đất. Khi tới phòng của khách sạn đã cách buổi sáng 5 tiếng 10 phút rồi.
Điều khiến cho người ta khó hiểu là sự việc vẫn còn chưa kết thúc. Ngày 21 tháng 4, Adamski lại được đĩa bay của người Sao Thổ đón ông tới con tàu mẹ. Ông được đưa tới phòng khách, đồ dùng trong phòng thiết kế rất có trình tự. Ở đây có nhiều nam nữ trẻ tuổi chỉ khoảng 20 tuổi. Trên thực tế, họ đều đã 30-200 tuổi rồi. Trên chiếc tàu mẹ này có một số thiết bị đặc biệt, ví dụ như thiết bị dùng trong nghiên cứu. Thiết bị này có thể xử lý được nhiều tình huống khác nhau, trong đó quan trọng nhất chính là nghiên cứu ngôn ngữ. Người ngoài hành tinh trên tàu mẹ ngày nay sớm đã học được tiếng Anh. Ông vừa tham quan phòng nghiên cứu, vừa hỏi vị trí hiện tại của con tàu mẹ. Họ liền đáp: "Nó nằm ở vị trí cách không xa Mặt Trăng". Rõ ràng, từ bên ngoài tầng khí quyển, họ đã bay tới Trái Đất. Theo lời người Sao Thổ thì Mặt Trăng và những kiến thức của nhân loại có sự khác biệt rất lớn. Họ nói bên ngoài Mặt Trăng có một lớp khí quyển, hơn nữa trên Mặt Trăng cũng có mây, thực vật, động vật, đối với con người mà nói, đây là hoa viên lý tưởng để sinh tồn. Xét về mặt nào đó, Trái Đất chẳng qua cũng chỉ là một mảnh sa mạc rất nhỏ mà thôi.
Ngày 23 tháng 8 năm 1954, Facon và Lemieux đã hoàn thành sứ mệnh trên địa cầu, phải trở về hành tinh của mình. Do đó mà Adamski lại một lần nữa được mời lên chiếc thuyền mẹ. Lần này, ông đã nhìn thấy bề mặt của Mặt Trăng ở giữa quần thể núi qua màn hình lập thể. Ở đó rất nhiều đá, có thể thấy được qua các ô vuông ẩn chứa trong thuyền. Nếu loài người có thiết bị trọng lực thì có thể sống 24 giờ trên Mặt Trăng. Ngoài ra Mặt Trăng còn có núi cao phủ tuyết, sông ngòi, đô thành. Đồng thời, ông còn có thể thấy được cảnh tượng thành đô của Sao Kim: thành phố hình tròn lớn nhỏ khác nhau, các công trình kiến trúc trên đỉnh phát sáng, phi thuyền trên không nhưng giống như là trên một phương tiện giao thông vậy, động thực vật cũng giống như động thực vật ở vùng nhiệt đới trên Trái Đất. Thế giới diệu kỳ như vậy là bức tranh về thành phố tương lai của con người. Adamski nói, do lớp mây bao phủ Sao Kim, có thể cản được tia cực tím mang tính chất phá hoại xuyên qua, cho nên tuổi thọ của người Sao Kim theo phương pháp tính của người Trái Đất cũng đạt tới 1.000 tuổi. Có lẽ trục xoay không ngừng nghiêng của Trái Đất trong tương lai sẽ khiến cho nước biển dâng cao lên lục địa, từ đó thủy phân bốc hơi hình thành một lớp mây rất dày trên bầu trời, tuổi thọ của người Trái Đất cũng sẽ theo đó mà được kéo dài ra.

### Sự nghiệp về sau
Trong cuốn sách năm 1955 Inside the Space Ships, Adamski tuyên bố rằng Orthon đã sắp xếp cho ông trên một chuyến đi để xem hệ Mặt Trời, bao gồm cả hành tinh Sao Kim, nơi mà Orthon nói rằng sau này vợ của Adamski đã được tái sinh. Ông tuyên bố rằng trong một chuyến đi khác, ông đã gặp "nhà triết học cao tuổi của người vũ trụ" 1.000 năm tuổi, được gọi là "Đạo sư". Adamski cho biết ông và vị Đạo sư đã thảo luận về triết học, tôn giáo, và "vị trí của Trái Đất trong vũ trụ". Adamski nói rằng ông biết được là người ngoài hành tinh Bắc Âu đã chọn ông để mang thông điệp hòa bình của họ cho người dân Trái Đất, và rằng những người khác trong suốt lịch sử cũng đã đóng vai trò sứ giả của họ, bao gồm cả Chúa Giêsu Kitô. Adamski tiếp tục cho rằng người ngoài hành tinh đang sống một cách hòa bình trên Trái Đất, và rằng ông đã gặp họ ở các quán bar và nhà hàng ở miền Nam California.
Những câu chuyện của Adamski đã khiến những người khác tiếp tục với những lời xác nhận của họ về việc liên lạc và cuộc hành trình liên hành tinh với "Space Brothers" (Anh em Vũ trụ) thân thiện, bao gồm những nhân vật như Howard Menger, Daniel Fry, George Van Tassel và Truman Bethurum. Thông điệp của Adamski và những người bạn đồng hành của ông là một trong những hành tinh khác trong hệ Mặt Trời của Trái Đất đều là "nơi sinh sống của những sinh vật tiến hóa về mặt tinh thần, thể chất đẹp trai, vượt qua những vấn đề của người Trái Đất...độc giả của cuốn sách Inside the Space Ships bước chân vào một thế giới hoàn mỹ, giống loài chúng ta có thể tạo ra ở đây trên Trái Đất nếu chúng ta biết cách cư xử chính mình." Thông qua sách vở, diễn thuyết và hội nghị - đặc biệt là hội nghị UFO Giant Rock hàng năm ở California - phong trào tiếp xúc UFO sẽ phát triển mạnh trong suốt thập niên 1950. Tuy vậy, Adamski vẫn là người nổi bật nhất và có sức ảnh hưởng nhất trong nhóm người tiếp xúc UFO.
Ông còn tích cực đi tới các nước trên thế giới để diễn giảng, ở đâu cũng tuyên truyền chủ trương của mình. Ông nói: "Người Trái Đất cần phải tiến về phía trước, làm những hoạt động thám hiểm vũ trụ mang tính chất hòa bình và mang khoa học kỹ thuật của mình tiếp xúc với nền văn hóa của những hành tinh khác, dù toàn nhân loại có thể tự giác trở thành một phần tử trong vũ trụ. Đồng thời, hành tinh khác trong vũ trụ cũng không tàn sát lẫn nhau giống như chúng ta, hy vọng chúng ta có thể chung sống hòa bình giống như người ngoài hành tinh, tiêu diệt chiến tranh". Mặt khác, ông cũng nhấn mạnh rằng: "Người ngoài hành tinh cũng được sinh ra, trưởng thành, kết hôn, tổ chức gia đình giống như chúng ta, duy nhất khác ở chỗ là họ có trí tuệ cao độ. Họ yêu thích hòa bình và đều có thể chung sống hòa hợp cùng với con người ở những hành tinh khác".
Những lời tuyên bố của Adamski về việc đi du lịch trên con tàu UFO lấy cảm hứng từ một trò lừa đảo phức tạp do nhà thiên văn học người AnhPatrick Moore và người bạn của ông Peter Davies tạo ra bằng cách sử dụng sai danh tính Cedric Allingham. Do Adamski đã trải qua quá nhiều chuyện ly kỳ, người không tin cũng có rất nhiều. Chính ông cũng bị Ủy ban Điều tra Hiện tượng Không gian hủy bỏ tư cách hội viên, bởi vì họ cho rằng ông đã viết cuốn Inside the Space Ships trong tuyển tập UFO đại lục là cuốn sách không thể tin nổi.

### Lá thư mạo danh Straith
Năm 1957 Adamski nhận được một lá thư có chữ ký "R.E. Straith," được cho là đại diện "Ủy ban Trao đổi Văn hóa" của Bộ Ngoại giao Hoa Kỳ. Bức thư nói Chính phủ Mỹ biết rằng Adamski đã nói chuyện với người ngoài hành tinh ở sa mạc California vào năm 1952, và một nhóm các quan chức chính phủ cấp cao đã lên kế hoạch về việc chứng thực công khai câu chuyện của Adamski. Adamski đã tự hào về sự thừa nhận này và trưng bày lá thư để ủng hộ những tuyên bố của mình.
Tuy nhiên, vào năm 2002, nhà nghiên cứu UFO James W. Moseley đã tiết lộ rằng bức thư này là một trò lừa bịp. Moseley nói rằng ông và người bạn của mình là Gray Barker đã nhận được một số bìa thư chính thức của Bộ Ngoại giao, tạo ra nhân vật R.E. Straith, và sau đó viết bức thư cho Adamski như một trò đùa. Theo lời Moseley, FBI đã điều tra trường hợp này và phát hiện ra rằng bức thư hóa là một trò lừa bịp, nhưng những cáo buộc này đã không được đệ trình chống lại Moseley hoặc Barker.
Moseley cũng viết rằng FBI thông báo cho Adamski rằng lá thư Straith là một trò lừa bịp và yêu cầu ông ta ngừng sử dụng nó làm bằng chứng ủng hộ cho tuyên bố của mình, nhưng Adamski đã từ chối và tiếp tục trưng bày bức thư trong các bài diễn thuyết và buổi nói chuyện của ông. Đây không phải là lần đầu tiên Adamski tuyên bố chính phủ ủng hộ cho những câu chuyện UFO của mình. Năm 1953, ông kể lại trong một cuộc gặp mặt của Câu lạc bộ Lions Corona, California rằng "tài liệu của ông đều được làm sáng tỏ thông qua Cục Điều tra Liên bang và cơ quan tình báo Không quân."
Khi FBI biết được những tuyên bố của Adamski, ba đặc vụ đã được phái đến nói chuyện với Adamski. Ông phủ nhận đã nói rằng FBI hoặc tình báo của USAF ủng hộ tuyên bố của ông (mặc dù những phát biểu của ông đã được đăng trên một tờ báo địa phương tên Riverside Enterprise), và ông đã đồng ý ký vào một lá thư nói rằng "ông hiểu ẩn ý của việc tuyên bố sai lầm" và cho rằng FBI "không thừa nhận [tuyên bố] của các cá nhân." Ba nhân viên đặc vụ FBI cũng ký vào lá thư, và một bản sao đã được trao cho Adamski.
Tuy nhiên, một vài tháng sau Adamski kể lại với một người phỏng vấn rằng FBI đã "minh oan" cho ông, và đem bức thư đó ra làm bằng chứng. Khi Cục Cải tiến Thương nghiệp Los Angeles phàn nàn, nhiều nhân viên đặc vụ FBI đã được gửi đến thu hồi bản sao bức thư của Adamski, "đọc đạo luật phá rối trị an cho ông ta biết, và cảnh báo ông ta rằng hành động pháp lý sẽ được thực hiện nếu ông ta cứ tiếp tục" yêu cầu FBI hoặc sự ủng hộ của chính phủ cho những câu chuyện của ông ấy. Adamski về sau cho biết FBI đã từng "cảnh báo [ông] phải giữ im lặng."

### Yết kiến Nữ hoàng Juliana của Hà Lan
Vào tháng 5 năm 1959, người đứng đầu Hiệp hội UFO Hà Lan nói với Adamski rằng bà đã được các quan chức tại cung điện Nữ hoàng Juliana của Hà Lan liên lạc, với lời nhắn nhủ "rằng Nữ hoàng muốn tiếp kiến ngài." Adamski thông báo với tờ London về lời mời, do vậy đã thúc giục triều đình và nội các đề nghị nữ hoàng hủy bỏ buổi hội kiến riêng của mình với Adamski, nhưng nữ hoàng vẫn muốn tiếp tục buổi hội kiến này, nói rằng, "Một bà chủ không thể đóng sầm cánh cửa trước mặt khách khứa của mình được." Sau cuộc gặp mặt, Chủ tịch Hiệp hội Hàng không Hà Lan Cornelis Kolff cho biết "Nữ hoàng đã thể hiện sự quan tâm kỳ lạ đối với toàn bộ chủ đề này." Tham mưu trưởng Không quân Hoàng gia Hà Lan, Trung tướng Haye Schaper đã nói "Gã này là một trường hợp có liên quan đến bệnh lý." Các hãng thông tấn như UPI và Reuters đã đem phát các bản tin về cuộc gặp mặt này cho báo chí trên toàn thế giới.

## Cuối đời

"Huy chương Danh dự Vàng" của Adamski, mà ông tuyên bố là đã nhận được trong buổi hội kiến bí mật với Giáo hoàng John XXIII

Năm 1962, Adamski thông báo rằng ông sẽ tham dự một hội nghị liên hành tinh được tổ chức trên Sao Thổ. Năm 1963, Adamski tuyên bố rằng ông đã có buổi hội kiến bí mật với Giáo hoàng John XXIII và nhận được "Huy chương Danh dự Vàng" từ Đức Thánh Cha. Tuy nhiên, những người hoài nghi lưu ý rằng huy chương thực sự là một món quà lưu niệm du lịch phổ biến của một công ty ở Milano nước Ý, và Adamski đã đem khoe bạn bè của mình trong một cái hộp nhựa rẻ tiền - đó là cách nó được bày bán trong các cửa hàng du lịch ở Roma. Adamski nói rằng ông đã gặp Giáo hoàng theo yêu cầu của những người ngoài hành tinh mà sự tiếp xúc đầy khả nghi giữa ông với họ, để yêu cầu một "thỏa thuận cuối cùng" từ Giáo hoàng vì quyết định của ông không liên lạc trực tiếp với bất kỳ người ngoài hành tinh nào, và cũng để cung cấp cho Giáo hoàng thứ chất lỏng để cứu ông thoát khỏi chứng viêm dạ dày ruột mà ông mắc phải, mà sau này biến thành viêm phúc mạc cấp tính.

## Cái chết
Vào ngày 23 tháng 4 năm 1965, Adamski qua đời vì một cơn đau tim sau khi thuyết giảng về UFO ở Maryland. Ông được chôn cất tại Nghĩa trang Quốc gia Arlington.

## Điều tra và phê bình
Trong suốt nhiều thập kỷ, nhiều nhà phê bình và hoài nghi đã điều tra những tuyên bố của Adamski. Người ngoài hành tinh mà Adamski tuyên bố đã gặp nhau vào thập niên 1950 được ông mô tả là "con người từ một thế giới khác", thường là những người da trắng sáng, mái tóc vàng óng sau này đều được gọi là người ngoài hành tinh Bắc Âu. Adamski tuyên bố trong cuốn sách của ông rằng "chủng tộc ngoài hành tinh" này đến từ Sao Kim, Sao Hỏa, và các hành tinh khác trong hệ Mặt Trời của Trái Đất. Tuy nhiên, không hành tinh nào trong số này được ông đề cập có khả năng hỗ trợ sự sống con người, do điều kiện môi trường của chúng. Người ngoài hành tinh đầu tiên mà Adamski tuyên bố đã gặp từ Sao Kim, nhưng áp lực khí quyển trên bề mặt của hành tinh này gấp 92 lần Trái Đất, với những đám mây có chứa chất độc hại được coi là sulfuric acid, bầu khí quyển bao gồm gần như toàn bộ khí carbon dioxide, với rất ít oxy, và nhiệt độ bề mặt trung bình của Sao Kim là 464 °C. Trong một trong những cuốn sách của ông, Adamski đã mô tả một chuyến đi ông đã đi đến bề mặt che khuất của Mặt Trăng trong một chiếc UFO, nơi ông chứng kiến cả thành phố, cây cối, và những ngọn núi phủ tuyết trắng; ông cũng tuyên bố rằng những bức ảnh Mặt Trăng được tàu thăm dò Luna 3 của Liên Xô chụp vào năm 1959 đã được thay đổi để mô tả một bề mặt trống rỗng, vô hồn thay vì những gì ông nhìn thấy. Tuy vậy, tất cả bằng chứng khoa học, cũng như các chuyến đổ bộ lên Mặt Trăng về sau của các phi hành gia Mỹ, rõ ràng cho thấy khung cảnh bề mặt che khuất của Mặt Trăng khá là cằn cỗi và không có bầu khí quyển.
Một số người ủng hộ Adamski cho rằng người vũ trụ mà Adamski tuyên bố liên lạc với anh ta có thể có căn cứ đóng trên Sao Kim, Sao Hỏa, Sao Thổ, v.v. và Adamski đã hiểu lầm và nhầm lẫn họ thực sự sống trên những hành tinh đó. Tuy nhiên, trong các tác phẩm của mình, Adamski đã mô tả việc du hành trực tiếp đến Sao Kim, Sao Hỏa và các hành tinh khác trong hệ Mặt Trời của Trái Đất, và ông đã nói rõ rằng tất cả các hành tinh này đều có khả năng hỗ trợ sự sống dạng người. Khi nhà sử học UFO Jerome Clark ghi nhận rằng, "một số kẻ ủng hộ Adamski nhấn mạnh rằng Sao Kim, Sao Hỏa, Sao Thổ, và phần còn lại chỉ là những từ mã dành cho các hành tinh trong các hệ mặt trời khác; thế nhưng vấn đề ở chỗ, chẳng có điều gì khác trong các tác phẩm công khai của Adamski để hỗ trợ cách giải thích này và lời khai đáng kể ngược lại."
Những bức ảnh chụp UFO của Adamski mà ông tuyên bố quan sát và du hành cũng đã được xem xét kỷ lưỡng. Bức ảnh được xuất bản thường xuyên của ông về một chiếc đĩa bay từ năm 1952 đã được kiểm định khác nhau như một bóng đèn đường hoặc trên đỉnh của một bộ ấp trứng gà. Adamski tuyên bố rằng nhiếp ảnh gia gạo cội của đạo diễn Cecil B. DeMille, J. Peverell Marley, đã kiểm tra ảnh chụp UFO và tìm thấy một chiếc "phi thuyền" trong đó, và bản thân Marley tuyên bố rằng nếu hình ảnh của Adamski là giả, đó là những bức ảnh tốt nhất mà ông đã từng xem qua. Tại nước Anh, 14 chuyên gia từ công ty J. Arthur Rank đã kết luận rằng vật thể trong ảnh là một mô hình tỷ lệ toàn phần hoặc thực tế.
Tuy nhiên, trong cuộc điều tra năm 1955 về những tuyên bố của Adamski, James W. Moseley đã phỏng vấn Marley, với lời phủ nhận rằng ông đã phóng to các bức ảnh để phân tích, tìm thấy một "người vũ trụ" trong đó, hoặc biết bất cứ ai làm ra nó. Moseley cũng phỏng vấn nhà khoa học tên lửa người Đức Walther Johannes Riedel rằng ông đã phân tích các bức ảnh UFO của Adamski và nhận thấy chúng là giả mạo. Riedel nói cho Moseley biết rằng những "thanh hạ cánh" của UFO thực ra là bóng đèn điện hiệu General Electric có công suất 100 watt, và ông đã tìm thấy logo "GE" được in trên đó. Vào năm 2012, nhà nghiên cứu UFO Joel Carpenter đã nhận dạng bóng đèn phản xạ của đèn lồng áp suất khí khá phổ biến trong thập niên 1930 như một dạng hình ảnh giống hệt với phần chính trong chiếc đĩa bay của Adamski.
Trong cuộc điều tra năm 1955, Moseley đã tìm thấy những sai sót khác trong câu chuyện của Adamski. Ông đã phỏng vấn một số người mà Adamski tuyên bố đã đi cùng ông trong cuộc gặp mặt ban đầu vào ngày 20 tháng 11 năm 1952 với Orthon, và thấy rằng những nhân chứng này mâu thuẫn với tuyên bố của Adamski. Một người tên là Al Bailey, từ chối Moseley rằng ông đã nhìn thấy một chiếc UFO trong sa mạc hoặc người ngoài hành tinh mà Adamski mô tả. Jerrold Baker, người từng làm việc tại Palomar Gardens với Adamski, đã nói cho Moseley biết rằng ông đã nghe lỏm được "một cuốn băng ghi lại những gì đã xảy ra trên sa mạc, ai là người đi đến đó, v.v." vài ngày trước khi Adamski tuyên bố cuộc gặp mặt ngày 20 tháng 11 với Orthon, và Baker nói rằng cuộc gặp gỡ của Adamski với Orthon là một "kế hoạch được sắp đặt." Baker nói thêm rằng Adamski đã cố gắng thuyết phục anh ta không phơi bày trò đùa của họ bằng cách nói với anh ta rằng anh ta có thể kiếm tiền bằng cách tính phí cung cấp cho các bài giảng UFO, như Adamski đã làm: "Giờ thì anh đã biết hình ảnh [UFO] kết nối với tên của anh nằm trong cuốn sách này (Flying Saucers Have Landed) rồi đấy. Và với những người biết rằng anh đang liên hệ với đĩa bay...anh có thể tự làm rất tốt. Anh có thể diễn thuyết vào buổi tối. Có nhu cầu về điều này! Anh có thể tự hỗ trợ mình bằng hình ảnh trong cuốn sách với tên tuổi của anh."
Moseley phát hiện ra rằng George Hunt Williamson, một người liên lạc và bạn bè nổi tiếng khác của Adamski, đã không chứng kiến bất kỳ cuộc gặp gỡ UFO nào của Adamski với Orthon, bất chấp lời tuyên bố công khai của ông đã chứng tỏ điều ngược lại. Khi Irma Baker, vợ của Jerrold Baker, cáo buộc ông nói dối về vụ việc, Williamson đã nói với bà một cách bí mật rằng "đôi khi để đạt được sự thừa nhận, người ta phải đi quanh cửa sau." Trong báo cáo của ông về Adamski, Moseley viết "Tôi tin chắc chắn rằng câu chuyện của Adamski có đủ sai sót để đặt trong sự nghi ngờ rất nghiêm trọng về độ xác thực và chân thành của ông ta. Người đọc sẽ phải tự mình đánh giá lại giá trị trong cuốn sách của Adamski."
Vào đầu đến giữa những năm 1950, Đại úy Không quân Mỹ Edward J. Ruppelt là người đứng đầu Dự án Blue Book, nhóm Không quân được giao phó việc điều tra các báo cáo UFO. Năm 1953, Đại úy Không quân Ruppelt quyết định điều tra những tuyên bố UFO của Adamski. Ông đã đi đến ngọn núi Palomar ở California và mặc trang phục dân sự để tránh thu hút sự chú ý, rồi tham dự vào một trong những buổi diễn thuyết của Adamski trước một đám đông lớn tại nhà hàng Palomar Gardens Cafe.
Ruppelt kết luận rằng Adamski là một tay bịp điệu nghệ có tài kể những câu chuyện UFO được thiết kế để kiếm tiền từ những môn đồ và khán thính giả cả tin, và ông so sánh Adamski với ông bầu gánh xiếc nổi tiếng vì việc quảng cáo những tin đồn lừa đảo PT Barnum. Nhằm mô tả phong cách nói của Adamski, Ruppelt viết "Nhìn người đàn ông đó và nghe câu chuyện của ông ta, quý vị lập tức có sự thôi thúc tin tưởng ông ta ngay...có lẽ đó là vẻ ngoài của ông ta, ông ta mặc bộ đồ bảo hộ đã sờn nhưng gọn gàng. Ông ta có mái tóc đang ngả bạc và đôi mắt thành thực nhất mà tôi từng nhìn thấy, ông ta ăn nói nhẹ nhàng và chất phác, đến mức cảm động lòng người, hòng tạo ấn tượng rằng 'hầu hết mọi người đều nghĩ tôi điên rồ, nhưng thành thật mà nói, tôi thực sự không điên gì cả.'" Theo lời Ruppelt, Adamski đã tạo một hiệu ứng thuyết phục lên khán giả của mình, "bạn thực sự có thể đã nghe thấy sự trồi sụt ngôn ngữ thất thường" trong nhà hàng như Adamski đã nói về cuộc gặp gỡ đầu tiên của ông vào năm 1952 với Orthon. Khi Adamski kết thúc câu chuyện của mình, Ruppelt lưu ý rằng nhiều thính giả đã mua bản sao các bức ảnh UFO của Adamski được bày bán trong nhà hàng. Tại một buổi thuyết giảng khác do Adamski và những người tiếp xúc UFO nổi tiếng khác dẫn dắt, Ruppelt đã viết rằng "mọi người móc sạch túi tiền chỉ để nghe câu chuyện của Adamski."
Ruppelt tin rằng "giọng điệu phổ biến của trong số những câu chuyện [tiếp xúc UFO] này... đều mang tính không tưởng. Trên những thế giới khác không có bệnh tật, họ đã học được cách chữa trị tất cả mọi loại bệnh. Không có chiến tranh, họ đã học được cách sống hòa bình. Không có đói nghèo, mọi người đều có mọi thứ mình muốn. Không có tuổi già, họ đã học được bí mật của cuộc sống vĩnh cửu...Quá nhiều lần mức độ xảo trá này có thể chung quy là vầy, "Bước lên trên tất cả mọi người và đặt một khoản quyên góp số tiền lớn. Tôi chỉ đang trên bờ vực học hỏi bí mật của các phi hành gia và với một ít tiền để thực hiện công việc của tôi, tôi sẽ đưa cho bạn bí mật này."
Theo lời Ruppelt, vào năm 1960 các buổi diễn thuyết về UFO của Adamski, và đặc biệt là hai cuốn sách đầu tiên của ông, đã khiến ông trở thành một người giàu có: "Miếng bánh hamburger [của ông] càng phình lên và ông hiện đang sống trong một ngôi nhà trang trại lớn. Ông đi nghỉ mát ở Mexico và có nguyên đội ngũ nhân viên văn thư của riêng mình. Hai cuốn sách Flying Saucers Have Landed và Inside the Space Ships đã bán được...200.000 bản và được dịch sang mọi thứ tiếng ngoại trừ tiếng Nga." Ruppelt hài hước lưu ý rằng vào năm 1960 hai "người phụ nữ vũ trụ xinh đẹp" tự nhận là người ngoài hành tinh Bắc Âu đang hẹn hò với Adamski, một cô gái tóc vàng từ Sao Thổ gọi là "Kalna" và một cô tên là "Ilmuth".
Cuốn sách năm 1955 của Adamski với tựa đề Inside the Space Ships, mô tả chuyến đi của ông bay qua hệ Mặt Trời của Trái Đất trong một chiếc UFO, được một số nhà phê bình xem là "bản làm lại" của tác phẩm khoa học viễn tưởng năm 1949, do Lucy McGinnis viết thuê cho Adamski, và mang tên Pioneers of Space. Nó mô tả một cuộc hành trình hư cấu bay qua hệ Mặt Trời mà các nhà phê bình đã lưu ý, có vẻ rất giống với các chuyến đi không gian từng được Adamski mô tả trong Inside the Space Ships.

## Ảnh hưởng văn hóa
- Nhà văn khoa học viễn tưởng Arthur C. Clarke có nhắc đến những nhà UFO học như mắc phải căn bệnh của Adamski trong cuốn tiểu thuyết 3001: The Final Odyssey.
- Adamski xuất hiện một thời gian ngắn trong số 4 tờ The Bulletproof Coffin - Disinterred của David Hine và Shaky Kane.
- Nhạc sĩ British House Adamski, tên thật là Adam Tinley, đã chấp nhận họ của những người đam mê UFO làm tên tuổi của mình.
- Trong tựa game nhập vai Hunter: The Vigil, Task Force VALKYRIE bao gồm một phân nhóm được gọi là Operation ADAMSKI, chuyên sản xuất và phân phối thông tin sai lệch về người ngoài hành tinh và các "thực thể cực kỳ bình thường" khác để che giấu sự tồn tại của những chủng loài này.
- Trong game Kirby's Adventure, nhân vật người chơi có thể vào vai một hình dạng giống như một cái UFO Adamski.
- Trong game Mega Man 9, có một kẻ địch dựa theo UFO tên là Adamski.
- Trong game Disgaea trong phần tùy chọn "Prinny Commentary Mode" người bình luận trông giống như UFO Adamski.
- Trong dòng đồ chơi Transformers, Transformer Cosmos (Transformers) biến thành một chiếc đĩa kiểu Adamski. Đồ chơi Nhật Bản thậm chí còn sử dụng "Adams" làm tên của nó.
- Trong tựa game phòng thủ tháp, The Battle Cats, một màn chơi theo chủ đề ngoài hành tinh ở Khu vực 22 được gọi là "Adamski Type".

## Tác phẩm
- Royal Order of Tibet (1936). Questions and Answers. Wisdom of the Masters of the Far East. Quyển 1. Compiled by Professor G. Adamski. Laguna Beach, CA: G. Adamski. LCCN 36025826. OCLC 38260588.
- Adamski, George (1949). Pioneers of Space: A Trip to the Moon, Mars and Venus (ấn bản thứ 1). Los Angeles: Leonard-Freefield. LCCN ltf91070007. OCLC 317646658.
- Leslie, Desmond; Adamski, George (1953). Flying Saucers Have Landed. New York: British Book Centre. ISBN 0-854351-80-9. LCCN 53012621. OCLC 383007.
  - ——; —— (1953). Flying Saucers Have Landed. London, UK: Thomas Werner Laurie. LCCN 54020807. OCLC 1952754.
  - ——; —— (1970). Flying Saucers Have Landed . London, UK: Neville Spearman. ISBN 0-8543518-0-9. OCLC 147050.
- Adamski, George (1955). Inside the Space Ships. New York: Abelard-Schuman. LCCN 55010556. OCLC 543169.
- —— (1961). Flying Saucers Farewell. New York: Abelard-Schuman. LCCN 61012205. OCLC 964949.
- —— (1967) [Originally published 1955 as Inside the Space Ships; New York: Abelard-Schuman]. Inside the Flying Saucers. New York: Paperback Library. OCLC 1747128.
- —— (1967) [Originally published 1961 as Flying Saucers Farewell; New York: Abelard-Schuman]. Behind the Flying Saucer Mystery. Paperback Library 53-439. New York: Paperback Library. OCLC 4020003.
- —— (1972) [Originally published 1961; G. Adamski]. Cosmic Philosophy. Freeman, SD: Pine Hill Press. LCCN 62000520. OCLC 13371492.

## Ấn phẩm khác
- Adamski, George (1937). Petals of Life: Poems. Laguna Beach, CA: Royal Order of Tibet. OCLC 47304946.
- —— (1955). Many Mansions ("From a press conference with the ministers of Detroit in September 1955..."). Willowdale, Ontario: SS & S Publications. OCLC 45443779.
- —— (1958). Telepathy: The Cosmic or Universal Language. OCLC 45443839.
- —— (ngày 28 tháng 3 năm 1960). Man tells of trip to moon (Motion picture (newsreel)). Hearst Corporation. OCLC 79040262.
- —— (1964). Science of Life Study Course. Self-published.